# Wiard de Reynel
Wiard de Reynel ou Guiard de Reynel ou encore Gui de Reynel (né vers 1145, † en 1212) est le fils aîné de Arnould III de Reynel, comte de Reynel, et de son épouse Hodiarde de Pierrefite. Il est seigneur de Reynel, en Champagne, ainsi que de Gondrecourt par son mariage avec Émeline de Gondrecourt, à la fin du XIIe siècle et au début du XIIIe siècle. Devenu veuf, il épouse en secondes noces Ermengarde de Vignory.
Il participe à la Croisade du comte de Champagne Henri le Libéral où il visite les lieux saints avant d'être fait prisonnier par les Turcs avec le comte, avant d'être libéré.
Environ quinze années plus tard, il effectue un deuxième pèlerinage en Terre Sainte accompagné de son fils aîné Thibaut, mais ce dernier y perd la vie.
Au cours de sa vie, il effectue de nombreuses libéralités envers le clergé et est notamment le fondateur de l'abbaye de Benoîtevaux ainsi que d'un hôpital et d'une léproserie à Reynel.
Il meurt en 1212 et est remplacé dans la seigneurie de Reynel par le premier fils issu de son second[Quoi ?], Jean. Quant à la seigneurie de Gondrecourt, il la partage entre ses filles issues du premier lit.

## Biographie

### Origines et début de carrière
Né vers 1145, Wiard est le fils aîné d'Arnould III de Reynel , comte de Reynel, et de son épouse Hodiarde de Pierrefite.
Vers 1165, il épouse Émeline de Gondrecourt, fille de Milon, seigneur de Gondrecourt, et d'Halvide de Roucy, qui lui apporte la seigneurie de Gondrecourt dont elle est la seule héritière.
Après 1171, il succède à son père au décès de celui-ci. Toutefois, il semble être le premier de sa lignée à ne plus porter le titre de comte, mais simplement celui de seigneur de Reynel. Quant à son frère puîné, Hugues, il hérite de la seigneurie de Pierrefite qui était de l'apanage de leur mère Hodiarde de Pierrefite.
Dès 1173, il fait partie de l'entourage du comte de Champagne Henri le Libéral où apparait comme témoin dans une des chartes de ce comte.

### Participation à la Croisade du comte Henri
En 1179, il accompagne le comte de Champagne Henri le Libéral en Croisade et participe probablement au siège de la forteresse de Tibériade par Saladin.
Il visite probablement ensuite les lieux saints avec le comte de Champagne avant de prendre le chemin de retour où les croisés tombent aux mains des Turcs lors de la traversée de l'Asie Mineure. Une partie de l'armée est alors massacrée tandis que les survivants sont faits prisonniers avant que l'empereur byzantin réussisse à obtenir leur liberté et de rejoindre Constantinople. L'armée croisé reprend ensuite la voie de terre, traverse l'Illyrie et arrive enfin en France fin février 1181.

### Deuxième voyage en Terre Sainte
En 1196, Wiard et son fils aîné Thibaut projettent de prendre la croix. Avant leur départ pour Jérusalem, ils font de concert un don à l'abbaye de Trois-Fontaines.
Toutefois, Thibaud ne semble pas survivre à ce pèlerinage tandis que Wiard est de retour à Reynel probablement vers la fin de l'année 1197.

### Libéralités religieuses et hospitalières

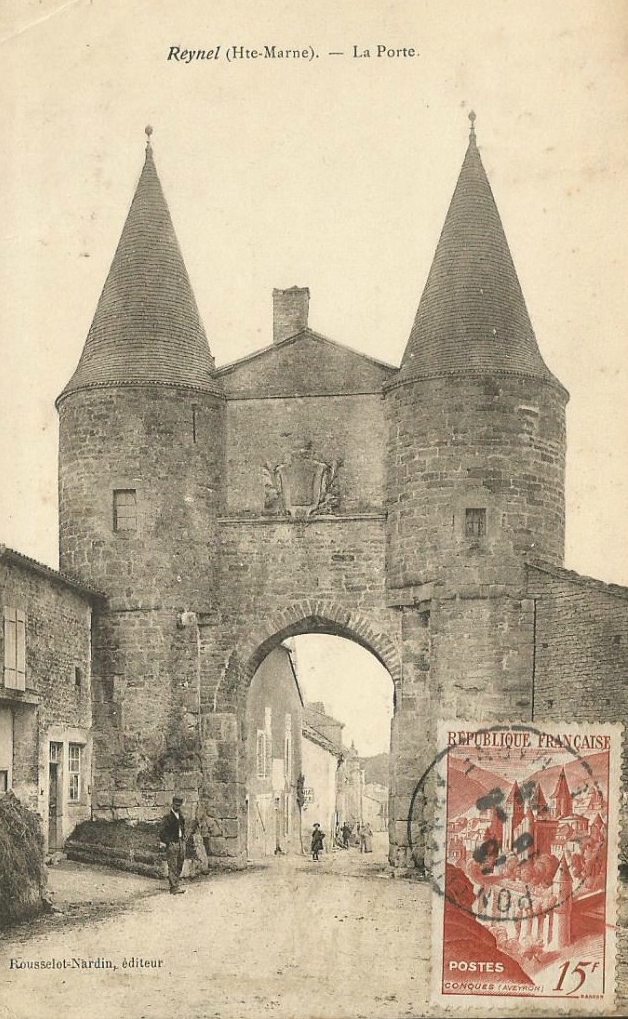
Porte médiévale de la ville de Reynel.

En 1185, avec l'accord de l'évêque de Toul Pierre de Brixey, son cousin, il augmente à douze le nombre de chanoines du chapitre de la collégiale Notre-Dame au château de Reynel, non compris le doyen, et se réserve à lui et à ses successeurs le droit de nommer les membres de la communauté.
En 1189, avec le consentement de son fils Thibaut, il donne des pâtures situées à Mognéville à l'abbaye de Cheminon.
Vers 1190, il fonde une léproserie, dite de Javez, qui est d'abord desservie par des frères hospitaliers. Mais elle sera cédée en 1247 aux religieuses de l'abbaye de Benoîtevaux, qui sont alors chargées de soigner les malades et d'entretenir un prêtre pour le service des frères hospitaliers de la léproserie.
En 1197, de retour de Terre Sainte, il fonde l'hôpital du Plessis à Reynel et y place des religieuses hospitalières de l'ordre de Saint-Jean de Jérusalem. Celles-ci étaient déjà établies à Vignory et envoyèrent alors à Reynel une colonie de leurs sœurs, sous la conduite d'Elvide, dame de Vignory et probable mère d'Ermengarde, seconde épouse de Wiard, qui s'était elle-même rendue sœur hospitalière et qui devint la première supérieure des religieuses hospitalières de Reynel. Il leur fait également don de sa maison de la Petite-Forêt entre Reynel et Rimaucourt ainsi que du bois de Couches depuis la voie ancienne jusqu'à Barémont ainsi que l'usage dans tous ses bois.
En 1198, il fonde avec son épouse Ermengarde l'abbaye cistercienne de femmes de Benoîtevaux, pour le remède de leurs âmes, de celle de leurs prédécesseurs ainsi que de Thibaut, fils de Wiard récemment décédé lors d'un pèlerinage en Terre Sainte.
Wiard fait également partie des bienfaiteurs du prieuré de Rimaucourt, de l'hôpital de Mormant ainsi que des commanderies hospitalières d'Esnouveaux et d'Etury.
Malgré ses nombreuses libéralités religieuses, Wiard savait résister à l'Eglise et avait eu une dispute avec l'abbaye de Molesme à propos de ses droits à Chambroncourt. Cette querelle sera réglée après son décès par son épouse Ermengarde.

### Fin de vie
En 1212, à sa mort, il est remplacé par Jean, son fils aîné du second lit, qui lui succède dans la seigneurie de Reynel,.
Toutefois, Wiard choisi de ne pas garder réunies les seigneuries de Reynel et de Gondrecourt, aussi il divise cette dernière entre ses deux filles issues de son premier mariage avec Émeline de Gondrecourt qui lui avait apporté ces terres.

## Mariage et enfants

Blason de la famille de Gondrecourt.

Il épouse en premières noces Émeline de Gondrecourt, fille et unique héritière de Milon, seigneur de Gondrecourt, et d'Halvide de Roucy, mais qui semble décéder très jeune (probablement après 1165) et dont il a trois enfants :
- Thibaut de Reynel, cité dans une charte de 1189. Probablement mort avant son père lors d'un pèlerinage en Terre Sainte en 1196[5].
- Hadwide de Reynel, dame de Gondrecourt pour moitié[11], qui épouse Hugues, comte de Vaudémont, fils de Gérard II de Vaudémont et de Gertrude de Joinville, dont elle a trois fils :
  - Hugues III de Vaudémont, qui succède à son père au comté de Vaudémont.
  - Geoffroy de Vaudémont, qui hérite de sa mère de la seigneurie de Gondrecourt.
  - Gérard de Vaudémont, qui reçoit quelques terres.
- Hodierne de Reynel, dame de Gondrecourt pour moitié[11], qui épouse Gilles, seigneur de Plancy, fils d'Hugues III de Plancy et d'Elisabeth de Traînel, dont elle a deux enfants :
  - Philippe II de Plancy, qui succède à son père,
  - Gui de Plancy, seigneur de Gondrecourt.

Blason de la famille de Vignory.

Veuf, il épouse en secondes noces Ermengarde, probablement de Vignory et fille de Barthélemy de Vignory et d'Elvide de Brienne, dont il a quatre autres enfants :
- Jean de Reynel, qui succède à son père.
- Gautier de Reynel, qui succède à son frère.
- Agnès de Reynel, dame de Vieux-Maisons, qui épouse Gui de Milly, seigneur de Pleurs , dont elle a deux filles :
  - Alix de Milly, dame de Pleurs.
  - Jeanne de Milly, qui épouse Jean de Châteauvillain.
- Isabelle de Reynel, qui épouse Liébaut III, seigneur de Beaufremont, fils d'Hugues II de Bauffremont et d'Hawide de Bourlémont, dont elle a plusieurs enfants :
  - Pierre Ier de Bauffremont, qui succède à son père.
  - Huard (ou Hugues) de Bauffremont, seigneur de La Rouillie.
  - Isabelle de Bauffremont, qui épouse Rénier III d'Aigremont.